# Pasym
Pasym (Passenheim fino al 1945) è un comune urbano-rurale polacco del distretto di Szczytno, nel voivodato della Varmia-Masuria.
Ricopre una superficie di 149,4 km² e nel 2004 contava 5 156 abitanti.
Comunità urbane e rurali:
| Nome polacco | Nome tedesco (fino al 1945)   | Nome polacco       | Nome tedesco (fino al 1945) | Nome polacco | Nome tedesco (fino al 1945)      |
| ------------ | ----------------------------- | ------------------ | --------------------------- | ------------ | -------------------------------- |
| Dybowo       | Schützendorf                  | Leleszki           | Lehlesken                   | Rusek Wielki | Groß Rauschken                   |
| Dźwiersztyny | Schwirgstein                  | Łysa Góra          | Anhaltsberg                 | Rutki        | Klein Ruttken 1938-45 Kleinruten |
| Elganowo     | Gilgenau                      | Michałki           | Michelsdorf                 | Siedliska    | Freythen 1938-45 Freithen        |
| Grom         | Grammen                       | Miłuki             | Milucken                    | Słonecznik   | Sonnenberg                       |
| Grzegrzółki  | Kukukswalde                   | Narajty            | Nareythen                   | Tylkowo      | Scheufelsdorf                    |
| Jurgi        | Georgensguth                  | Pasym              | Passenheim                  |              |                                  |
| Krzywonoga   | Krzywonoggen 1900-45 Krummfuß | Rudziska Pasymskie | Waldheim                    |              |                                  |